# Нолан, Дэвид
Дэ́вид Фрэ́зер Но́лан (англ. David Fraser Nolan) (23 ноября 1943, Вашингтон, США — 21 ноября 2010 года, Тусон, Аризона, США) — американский политолог, гражданский активист, политик, идеолог, наиболее известный деятель из четырёх основателей Либертарианской партии США. Создатель диаграммы Нолана.

## Биография

### Молодость
Родился в городе Вашингтон, рос в штате Мэриленд на востоке США. Был поклонником Хайнлайна, научно-фантастические книги которого сформировали его собственную идеологию, на которую также повлияли работы Айн Рэнд. Поступил на учёбу в Массачусетский технологический институт. В 1966 получил высшее образование с академической степенью бакалавра наук по политологии.

### Политический активизм
Дэвид Нолан стал членом движения «Молодые американцы за свободу» (YAF) в 1969.
Толчком к созданию Либертарианской партии стала речь 37-го американского президента Ричарда Никсона 15 августа 1971 года, в которой провозглашалось начало «новой экономической политики», заключавшейся во-первых, в замораживании цен и зарплат, во-вторых, в отказе от золотого стандарта. Всё это было очень далеко от того, что закладывали отцы-основатели американского государства, поэтому 11 декабря 1971 года молодые консерваторы в лице Дэвида Нолана с группой активистов (Джон Хосперс, Джон Дин, Теодор Натан[кто?]) и представителями движения «Молодые американцы за свободу» дают начало Либертарианской партии США. В партии занимал в дальнейшем различные роли, в том числе председателя руководством комитета (1971—1972).

### Участие в выборах
В период упадка Либертарианской партии неудачно провёл избирательную кампанию на выборах 2006 года в Палату представителей Соединённых Штатов в 8-м избирательном округе Аризоны, получив 1,9 % голосов.
В 2010 году, вновь как кандидат от Либертарианской партии, участвовал в выборах в Сенат США от штата Аризона. На выборах получил 63 000 голосов (4,7 % от общего числа).

### Диаграмма Нолана

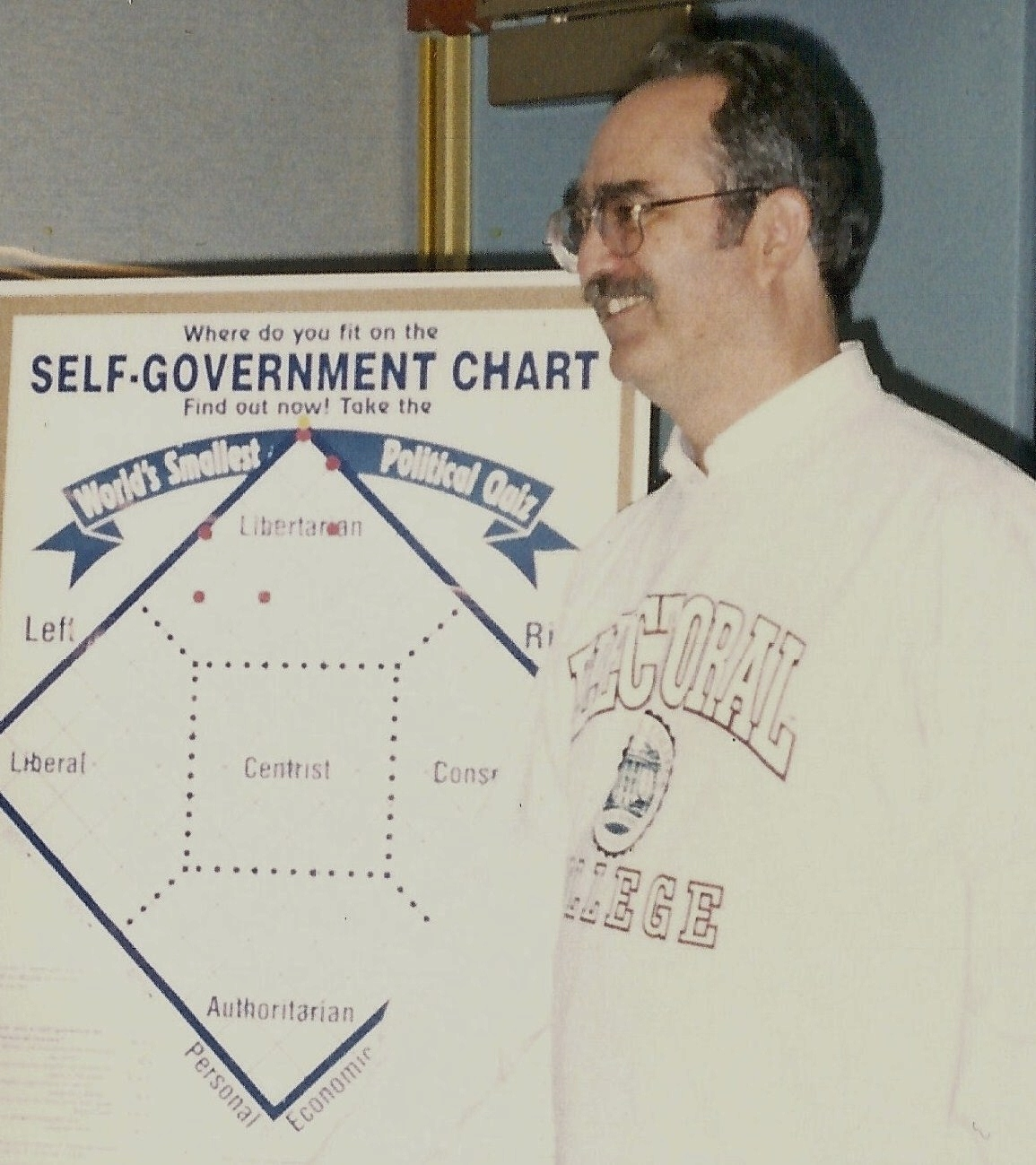
Нолан с вариантом своей диаграммы на Либертарианском национальном съезде США в 1996 году

Создал и популяризировал диаграмму политического спектра, названную его именем. Наибольшую известность диаграмма приобрела под названием «Политический компас». Этой диаграммой Нолан проиллюстрировал своё утверждение, что либертарианство представляет собой как экономическую, так и личную свободу, что контрастирует с левым «либерализмом», который, по словам Нолана, выступает только за «личные свободы», и правым «консерватизмом», который, по мнению Нолана, выступает только за «экономические свободы». Существуют так называемый «русский вариант» диаграммы, где экономическая ось разделяется на две оси — корпоративную ось z и индивидуальную — «ось y». Выделяют так же популярный вариант диаграммы, где «экономическая свобода» заменяется понятиями левый/правый, соответствующими традиционным. Многовариантность схемы с появлением новых вариантов обусловлена тем обстоятельством, что модель априори не является политически статичной, являясь отражением явления в развитии и движении.

### Смерть
Нолан умер от инсульта в Тусоне, штат Аризона, 21 ноября 2010 года.